# Factory 81
Factory 81 est un groupe de nu metal, américain, originaire de Détroit, dans le Michigan. Il est formé en 1997 et dissous en 2003, après la sortie de deux démos, Crawl Space (1997) et  Lost Demos (2004), et d'un album studio Mankind (1999).

## Biographie
Après une première démo, Crawl Space, sortie en 1997, Factory 81 sort son unique album, Mankind en 1999, sur Medea Records. Bien qu'il ne soit jamais entré dans les classements, il est réédité par The Orchard en 2000, puis par Universal Motown Republic Group le 3 octobre de la même année. En 2001, l'album est de nouveau réédité par le label de musique indépendant Mojo Records. 
Factory 81 apparait également en 2000 sur la compilation Take a Bite Outta Rhyme: A Rock Tribute to Rap, avec une reprise de la chanson Insane in the Brain de Cypress Hill. La compilation atteignit la 195e place sur le Billboard 200. En novembre 2000, Factory 81 part en tournée aux côtés de Mudvayne, Kittie et Apartment 26. Le groupe signe par la suite avec Jive Records, mais quitte le label en 2002. En 2003, le bassiste Kevin Lewis et le batteur Andy Cyrulnik quittent le groupe, provocant la dissolution de Factory 81. En 2004, un an après la dissolution du groupe, deux démos (non officielles) font leur apparition, Midwest Demos composée de six titres inédits et Lost Demos qui reprend le même liste des titres, en y ajoutant quatre autres titres, dont la reprise de Cypress Hill en chanson bonus. 
À la séparation du groupe, les quatre membres partirent tous dans de nouveaux projets. Kevin Lewis (basse) rejoint le groupe de rock alternatif Liftpoint, basé à Chicago avant de devenir tatoueur professionnel. Andy Cyrulnik (batterie) joue avec le groupe Cherita. Quant à Bill Schultz (guitare) et Nate Wallace (chant) ils forment le groupe Lotus Omega. En 2019, le groupe sort un nouvel album intitulé "Factory 81".

## Style musical et influences
Le style musical de Factory 81 reprend des éléments sonores de jazz, fusion, et world music et s'inspire du groupe Tool. Le style musical de Factory 81 est comparé à celui de Deftones, et le rap du chanteur Nathan Wallace est comparé à celui de Zack de la Rocha du groupe Rage Against the Machine.

## Membres
- Andy Cyrulnik — batterie
- Kevin Lewis — basse
- Bill Schultz — guitare
- Nathan Wallace — chant

## Discographie

### Album studio
- Mankind
- Factory 81

### Démos
- 1997 : Crawl Space
- 2004 : Lost Demos